# Johann Konrad Sonderegger
Johann Konrad Sonderegger (* 4. November 1834 in Wald; † 4. Juli 1885 in Amsterdam; heimatberechtigt in Wald) war ein Schweizer Kaufmann und Konsul aus dem Kanton Appenzell Ausserrhoden.

## Leben
Johann Konrad Sonderegger war ein Sohn von Jacob Sonderegger, Landesbauherr, und Anna Elisabeth Schläpfer. Er besuchte die Kantonsschule St. Gallen und absolvierte eine Kaufmannslehre in Trogen AR bei Salomon Zellweger. Ab 1853 arbeitete Sonderegger in den Niederlanden und ab 1855 in Niederländisch-Indien. 1863 wurde er Chef des Handelshauses Ed. Moormann & Cie. in Batavia, heute Jakarta, Indonesien. Von 1863 bis 1871 wirkte Sonderegger als erster Schweizer Generalkonsul in Batavia. Er schenkte der Kantonsschule und dem Naturmuseum St. Gallen ethnografische und naturkundliche Objekte.